# 姚储
姚储，安徽人，清朝政治人物。監生出身。
道光七年，接替時功旃。擔任江蘇宜興縣知縣署。后由陳經接任。曾于1831年接替徐家槐任崇明县知县一职，1833年由毕以绂接任。